# Hilary Masters
Hilary Masters (Kansas City, 3 febbraio 1928 – Pittsburgh, 14 giugno 2015) è stato uno scrittore statunitense.

## Biografia
Figlio del celebre poeta Edgar Lee Masters e Ellen Frances Coyne Masters, nacque a Kansas City, nel Missouri. Frequentò il Davidson College tra il 1944 e il 1946 e successivamente prestò servizio presso la US Navy, la marina degli Stati Uniti, nel 1946 e 1947 come inviato. Completò la sua istruzione universitaria presso la Brown University nel 1952.
Masters iniziò la sua carriera di scrittore dopo la laurea, a New York con Brennet & Pleasant, agenti stampa per concerti e ballerini. Lavorò quindi indipendentemente come agente stampa per il teatro per Broadway e teatri estivi dal 1953 al 1956. Successivamente si dedicò al giornalismo con la Hyde Park Record, ad Hyde Park tra il 1956 e il 1959. Negli anni sessanta si candidò per il Partito Democratico nella centesima assemblea distrettuale di New York. Lavorò inoltre come fotografo freelance per Image Bank.
Insegnò scrittura presso le università del North Carolina a Greensboro, dell'Ohio, di Denver, la Drake University e la Clark University. Nel 1983 ha ottenuto la cattedra di letteratura inglese presso la Carnegie Mellon University a Pittsburgh, Pennsylvania.
Nel 1955 Masters sposò Polly Jo McCulloch, dalla quale ha avuto tre figli. Divorziarono nel 1986. Nel 1994 ha sposato la scrittrice Kathleen George, con la quale ha vissuto a Pittsburgh fino alla morte, avvenuta nel 2015 all'età di 87 anni.

## Opere

### Romanzi
- The Common Pasture (Macmillan, 1967)
- An American Marriage (Macmillan, 1969)
- Palace of Strangers (World Publishing, 1971)
- Clemmons (David Godine, 1985)
- Cooper (St. Martin's, 1987)
- Manuscript for Murder, con lo pseudonimo di P. J. Coyne (Dodd, Mead, 1987)
- Strickland (St. Martin's, 1989)
- Home Is the Exile (Permanent Press, 1996)
- Elegy for Sam Emerson  (Southern Methodist University Press, 2006)

### Altri lavori
- Last Stands: Notes from Memory , biografia (David Godine, 1982)
- Hammertown Tales, racconti (Wright, 1986)
- Success: New and Selected Short Stories, racconti (St. Martin's, 1992)
- In Montaigne's Tower, saggistica (University of Missouri Press, 2000)
- Shadows On A Wall: Juan O'Gorman and the Mural in Patzcuaro, nonfiction (University of Pittsburgh Press, 2005)